# Bug Hall
Brandon Michael „Bug” Hall-Barnett (ur. 4 lutego 1985 w Fort Worth) – amerykański aktor filmowy, telewizyjny i głosowy, scenarzysta, producent filmowy, nauczyciel aktorstwa i muzyk.

## Filmografia

### Filmy
- 1994: Klan urwisów jako Carl „Alfalfa” Switzer
- 1997: Herkules jako mały chłopiec (głos)
- 1998: Mel jako Travis
- 2002: Poszlaka (TV) jako Jack Downey
- 2005: Kostnica jako Cal
- 2009: American Pie: Księga miłości jako Robert „Rob” Shearson

### Seriale TV
- 1999: Powrót do Providence jako Jackie
- 2004: CSI: Kryminalne zagadki Las Vegas jako Daniel Halburt
- 2004: Czarodziejki jako Eddie Mullen
- 2005: Dowody zbrodni jako Matthew Adams
- 2006: Życie na fali jako Robert
- 2006: CSI: Kryminalne zagadki Miami jako Evan Dunlar
- 2010: Ocalić Grace jako Nick
- 2010–2012: Nikita jako Robbie
- 2011: Zabójcze umysły - odc.: „Mając takich przyjaciół” (With Friends Like These) jako Ben Foster
- 2011: Gliniarz z Memphis jako Matt Harris
- 2011: 90210 jako Darius
- 2011: CSI: Kryminalne zagadki Nowego Jorku jako Mike Black
- 2013: CSI: Kryminalne zagadki Miami jako Ernest Prestwich
- 2013: Mroczne zagadki Los Angeles jako Scott Perry
- 2013: Masters of Sex jako Schacter
- 2014: Castle jako Jesse Jones
- 2014: Revolution jako Brian